# إريك جيمس
اريك جيمس (21 أكتوبر 1881 في أستراليا - 28 أغسطس 1948 في أستراليا) (بالإنجليزية: Eric James)‏ هو لاعب كريكت أسترالي. لعب مع فريق تسمانيا للكريكت.

## وصلات خارجية
- اريك جيمس على موقع إي آس بي آن كريك إنفو (الإنجليزية)